# قطعنامه ۲۰۳۲ شورای امنیت
قطعنامه  ۲۰۳۲ شورای امنیت سازمان ملل متحد که در تاریخ ۲۲ دسامبر ۲۰۱۱ تصویب شد، سندی بین‌المللی دربارهٔ گزارش دبیر کل سازمان ملل درباره سودان است. این قطعنامه طی نشست ۶۶۹۹ام با ۰ رای موافق، ۰ مخالف و ۰ ممتنع تصویب شد.